# Грејсфилд (Квебек)
Грејсфилд (фр. Gracefield) је град у Канади у покрајини Квебек. Према резултатима пописа 2011. у граду је живело 2.355 становника.

## Становништво
Према резултатима пописа становништва из 2011. у граду је живело 2.355 становника, што је за 3,4% мање у односу на попис из 2006. када је регистровано 2.439 житеља.
| 2006. | 2011. |
| ----- | ----- |
| 2.439 | 2.355 |